# Agathodes incoloralis
Agathodes incoloralis is een vlinder uit de familie van de grasmotten (Crambidae). De wetenschappelijke naam van deze soort is voor het eerst gepubliceerd in 1918 door George Francis Hampson.
De soort komt voor in Kenia en Zambia.